# Svenska tjejer
Svenska tjejer är ett studioalbum av Kristian Anttila, utgivet den 29 september 2010 via skivmärket Universal. Albumet innehåller singlarna Världens snuskigaste man, Magdalena (livet före döden) och Josefin.
Albumet är producerat, skrivet, inspelat, mixat och mastrat av Kristian Anttila.
Svenska tjejer är en tema skiva där varje låt är döpt efter eller handlar om tjejer. På låten Magdalena (livet före döden) sjunger Sylvia Vrethammar som duettpartner. Låten Josefin gästas av Olle Ljungström på albumet men som singel valde Anttila att göra den med norska John Olav Nilsen
Magdalena (livet före döden) skulle senare tolkas av Darin i tv-programmet Så Mycket Bättre.

## Mottagande
Svenska tjejer nådde plats 21 på svenska albumlistan men fick ett ganska ljummet mottagande bland recensenter. Dock gav Upsala Nya Tidning och Västerbotten-kuriren ett ganska högt betyg. En positiv 3 av 5 fick den från Aftonbladet, Barometern, Borås Tidning, Corren, Helsingborgs Dagblad, Kristianstadsbladet, Nöjesguiden och Svenska Dagbladet.

## Låtlista
Samtliga spår är text och musik skriven av Kristian Anttila.
| Nr           | Titel                        | Längd |
| ------------ | ---------------------------- | ----- |
| 1.           | Intro                        | 2:33  |
| 2.           | Världens snuskigaste man     | 3:36  |
| 3.           | Magdalena (livet före döden) | 3:58  |
| 4.           | Irene                        | 4:52  |
| 5.           | Lena                         | 3:11  |
| 6.           | Celine                       | 4:02  |
| 7.           | Josefin                      | 3:31  |
| 8.           | ...Valentina?                | 4:22  |
| 9.           | Sandra                       | 4:11  |
| 10.          | Amanda                       | 17:16 |
| Total längd: | Total längd:                 | 51:36 |

## Medverkande musiker
- Kristian Anttila - sång, gitarr
- Nils Dahl - piano
- Per Eldh - sång
- Amanda Ericsson - sång
- Joel Göranson - cello, sång
- Markus Göranson - sång
- Johan Häglund - trummor
- Olle Ljungström - sång
- Fredrik Kurzawa - gitarr, klarinett
- Martin Molin - klockspel
- Charlotta Nyman - sång
- Petter Seander - bas
- Mirjam Simonsson - violin, sång
- Frida Sjöstam - sång
- Tilde - sång
- Sylvia Vrethammar - sång
- Emilia Wareborn - viola, sång
- Amanda Werne Stoltbach - sång
- Peter Engquist Strand - omslag, foto[9]

## Listplaceringar
| Lista (2010) | Topplacering |
| ------------ | ------------ |
| Sverige      | 21           |